# 长岭乡 (剑阁县)
长岭乡，是中华人民共和国四川省广元市剑阁县曾经下辖的一个乡。2020年5月，撤销长岭乡，将其行政区域划归金仙镇管辖。

## 行政区划
长岭乡撤销前下辖以下地区：
井坝村、桥楼村、红岩村、曙光村、玉溪村、玉台村、金城村、双桥村和金像村。